# 石橋貴明お礼参りTHEWORLD
『石橋貴明 お礼参り THE WORLD』（いしばしたかあき おれいまいり ザ・ワールド）は、ABEMAが2023年6月22日より配信を開始した、石橋貴明（とんねるず）のバラエティ番組である。

## 番組概要
- 番組のテーマは「感謝」と「お礼」。
- 2023年6月27日『ネオバズ!! 石橋貴明 お礼参り THE WORLD 地上波SP』がテレビ朝日で放送[2]。

## 出演者

### メイン
- 石橋貴明（とんねるず）

### ナレーション
- 庄司宇芽香

## スタッフ
- ABEMA：坂上沙織、曽根田怜士、杉本卓、柳渕己奈
- 広報：原田美希、吉澤容子
- 番宣：後藤健一郎
- グラフィック：清田哲啓、大塚千尋、浦上夏帆、石橋恵理子
- KVイラスト：サイトウユウスケ
- ナレーター：庄司宇芽香
- 構成：遠藤察男、小川浩之、鈴木工務店、佐藤俊明
- TD：藤田勝巳（#4）
- CAM：小田裕貴
- VE：陳尾博幸
- AUD：石原雄一
- 照明：森崎靖史
- メイク：門脇直也
- スタイリスト：中山薫
- 衣装協力：NEWYORKER
- 写真提供：iStock
- 協力：fmt、PLTWORK、三慶サービス、スタジオWELT
- Loc：伊勢本裕之、森川暢哉
- EED：平井剛
- MA：森川享祐
- 音効：石見知哉
- AD：久保田雄大、田中輝一、石郷美紅、大屋翔希
- 制作進行：内田和之
- AP：廣中ゆかり
- キャスティング：柴垣早智子
- ディレクター：石岡孝利、野村哲史、早川多祐、水上雄一朗
- 演出：鈴木靖広
- プロデューサー：安西義裕、宮村明
- 制作協力：ガッツエンターテイメント
- 製作著作：ABEMA